# Stubalj
Stubalj – wieś w Chorwacji, w żupanii sisacko-moslawińskiej, w gminie Majur. W 2011 roku liczyła 186 mieszkańców.